# Grb Indije
Grb Indije je adaptacija skulpture indijskih lavova iz Sarnatha. Original se sastoji od četiri stojeća lava (na grbu se vide samo tri) koji stoje na kotaču na kojem su nacrtani slon, konj, bik, lav i lotus. Grb je usvojen 26. siječnja 1950. - na dan kad je Indija postala republika. Ispod grba je natpis "सत्यमेव जयते" (Istina sama pobjeđuje).

## Također pogledajte
- Zastava Indije